# Cyperus tetragonus
Cyperus tetragonus är en halvgräsart som beskrevs av Stephen Elliott. Cyperus tetragonus ingår i släktet papyrusar, och familjen halvgräs. Inga underarter finns listade i Catalogue of Life.